# Jürgen Becher
Jürgen Franz Becher (* 1. Juli 1937 in Leipzig) ist ein deutscher Ökonom und Rechtswissenschaftler.

## Leben
Jürgen Becher wurde am 1. Juli 1937 in Leipzig geboren. Seit 1943 besuchte er dort eine Volksschule, von 1945 an eine Grundschule und ab 1951 die Rudolf-Hildebrand-Oberschule. Diese Oberschule besuchte er bis 1955, um anschließend die Universität Leipzig zum Rechtswissenschaftsstudium zu beziehen. Sein Studium schloss er 1959 ab, als er sein juristisches Staatsexamen bestand und Diplom-Jurist wurde. Danach war er an der Universität wissenschaftlicher Assistent.
1963 wurde Becher von der Universität anhand seiner Dissertation Ökonomische und juristische Probleme zur Verbesserung der Baumaterialplanung in der DDR. Überlegungen zu einer neuen rechtlichen Regelung der Baumaterialbilanzierung zum Doktor der Rechtswissenschaften promoviert. In diesem und dem folgenden Jahr leitete er die Abteilung Marxismus-Leninismus an der Universität. 1964/1965 war er schließlich wissenschaftlicher Oberassistent in dieser Abteilung und fungierte dort als Leiter der Fachrichtung Politische Ökonomie. Für dieses Gebiet wirkte er von 1965 bis 1967 als Lehrbeauftragter.
Seine Habilitation für politische Ökonomie fand 1967 statt; seine Arbeit hierzu war Staatlich-rechtliche Probleme bei der Arbeit mit technisch-wirtschaftlichen Kennzahlen, dargestellt am Beispiel der erzeugnisbezogenen Aufwandskennzahlen der Bauwirtschaft. Ein Beitrag zur Analyse der Beziehungen zwischen Technik, Ökonomie, Staat und Recht im Sozialismus. Noch seit diesem Jahr wirkte er als Dozent.
Im Jahre 1969 wurde Becher zum ordentlichen Professor befördert, wurde stellvertretender Forschungsdirektor der Abteilung Marxismus-Leninismus und wurde in den wissenschaftlichen Rat der Universität aufgenommen. Durch den Rat wurde er 1971 zum Dr. sc. jur. ernannt. 1976 erhielt er den Banner der Arbeit, Stufe 1.
Im Jahre 1991 musste Becher die Professur abgeben, erzwungen wurde dies durch den sächsischen Wissenschaftsminister. Trotzdem blieb er der Universität nicht fern. 1991 und 1992 war er stellvertretender Leiter des Lehrstuhls für Weltwirtschaft und war wissenschaftlicher Oberassistent. Außerdem gewährte ihm der sächsische Justizminister, als Rechtsanwalt tätig zu sein. Auch war er wissenschaftlicher Beirat für politische Ökonomie am Hoch- und Fachschulwesen der DDR. Seine Tätigkeit als Rechtsanwalt übte er bis 2001 aus.

## Werke
- Ökonomische und juristische Probleme zur Verbesserung der Baumaterialplanung in der DDR. Überlegungen zu einer neuen rechtlichen Regelung der Baumaterialbilanzierung (Dissertation 1963)
- Die Materialbilanzierung – wichtiger Bestandteil der wissenschaftlichen Leitung im Bauwesen (Berlin 1964)
- Staatlich-rechtliche Probleme bei der Arbeit mit technisch-wirtschaftlichen Kennzahlen, dargestellt am Beispiel der erzeugnisbezogenen Aufwandskennzahlen der Bauwirtschaft. Ein Beitrag zur Analyse der Beziehungen zwischen Technik, Ökonomie, Staat und Recht im Sozialismus (Habilitationsarbeit 1967)
- Politische Ökonomie des Kapitalismus und Sozialismus. Lehrbuch für das marxistisch-leninistische Grundlagenstudium (13 Auflagen Berlin 1974 bis 1987)
- Ist das Eigentum ewig? (Akzent-Reihe Band 28, Berlin 1977)
- Eigentum im Zerrspiegel der bürgerlichen Ideologie (Berlin 1978)
- Der Staat in der Marktwirtschaft (Bonn 1992)
- Wohnen und Mietrecht. Ausgewählte Probleme in Ostdeutschland (Leipzig 1994)